# Richard Meyer (Diplomat)
Richard Moritz Philipp Paul Meyer, ab 1933 Meyer von Achenbach (* 28. Oktober 1883 in Kassel; † 2. August 1956 in Stockholm) war ein deutscher Diplomat. Als Ministerialdirektor war er von 1931 bis 1935 Leiter der Ostabteilung des Auswärtigen Amtes. Aufgrund seines jüdischen Hintergrundes wurde er in der Zeit des Nationalsozialismus aus dem diplomatischen Dienst entlassen und floh aus Deutschland. Er verfasste 1953 eine Denkschrift über die Ostpolitik der Bundesrepublik Deutschland, die im Widerspruch zur Politik des Bundeskanzlers Konrad Adenauer stand und unter Verschluss gehalten wurde.

## Herkunft und Bildung
Richard Meyer wurde 1883 als Sohn des Oberregierungsrates bei den Preußischen Staatseisenbahnen Paul Meyer (1844–1925) und seiner Gattin Helene, geb. Speyer (1857–1898), in Kassel geboren. Die jüdische Familie Meyer stammte aus der Neumark, der Großvater Moritz Meyer (1811–1869) war Bankier und Kommunalpolitiker in Berlin, die Mutter kam aus Frankfurt am Main. Sein älterer Bruder war der spätere Rechtswissenschaftler und Hochschullehrer Alex Meyer.
Nach dem Gymnasialbesuch in Köln, Elberfeld und Frankfurt studierte Richard Meyer in Genf, Heidelberg, Cambridge (B.A. in Economics 1904) und Bonn Rechtswissenschaften und Nationalökonomie. An der Universität Leipzig promovierte er 1906 zum Dr. iur. und trat im selben Jahr als Referendar in den preußischen Justizdienst.

## Diplomatische Karriere in Kaiserreich und Weimarer Republik
Nach dem Assessorexamen trat Meyer 1913, noch im Kaiserreich, in den Diplomatischen Dienst ein und wurde an mehreren deutschen Auslandsvertretungen als Diplomat niederen Ranges eingesetzt. Den Ausbruch des Ersten Weltkrieges erlebte er 1914 als Attaché an der deutschen Vertretung in Peking. Danach gelang es ihm auf abenteuerlichen Umwegen – so reiste er vier Monate lang unter falschem Namen als Kohlenschaufler auf einem norwegischen Handelsschiff – die britische Blockade und Überwachung der Zufahrtswege nach Europa zu unterlaufen und in die Heimat zurückzukehren. Zwei Jahre kämpfte er als Kavallerist an der Front. Im September 1917 kehrte er ins Auswärtige Amt zurück (seit Juli im Rang eines Legationssekretärs), wo er in der Abteilung Politik beschäftigt wurde. Im November 1918 wechselte er zur Diplomatischen Vertretung des Reiches in Warschau, kehrte im Dezember nach Berlin zurück, um im Februar 1919 der deutschen Friedensdelegation in Versailles anzugehören.
In der Weimarer Republik war Meyer ab 1920 Referatsleiter für Oberschlesien (das nach dem Versailler Vertrag teilweise an Polen fiel) im Auswärtigen Amt mit der Amtsbezeichnung Legationsrat. Von 1922 bis 1925 war er als Botschaftsrat in der deutschen Vertretung beim Heiligen Stuhl stationiert. Es folgte 1926 ein Einsatz als kommissarischer Leiter der Gesandtschaft in Paraguay, wo er in Asunción den Gesandten Rudolf von Bülow vertrat.
Es folgten Tätigkeiten in der Abteilung Westeuropa des Auswärtigen Amtes (bis Februar 1931), wobei er die Geschäfte des „Dirigenten“ wahrnahm und in der Abteilung IV (Osteuropa, Skandinavien, Ostasien). In dieser war er ab Februar 1931 stellvertretender Leiter mit Zuständigkeit für den Nahen Osten und Skandinavien (ab März 1931 als Vortragender Legationsrat). Im August 1931 wurde Meyer zum Ministerialdirektor und Leiter der Ostabteilung ernannt. In dieser Funktion war er vor allem mit der Beaufsichtigung und Koordination der Aktivitäten des Auswärtigen Dienstes bezüglich der beiden größten osteuropäischen Nachbarn des Reiches, der Sowjetunion und Polens, betraut. Aufgrund seiner impulsiven, leicht hochfahrenden Art wurde er von Kollegen und Mitarbeitern als „Raketenrichard“ bezeichnet.

## NS-Zeit, Entlassung und Flucht

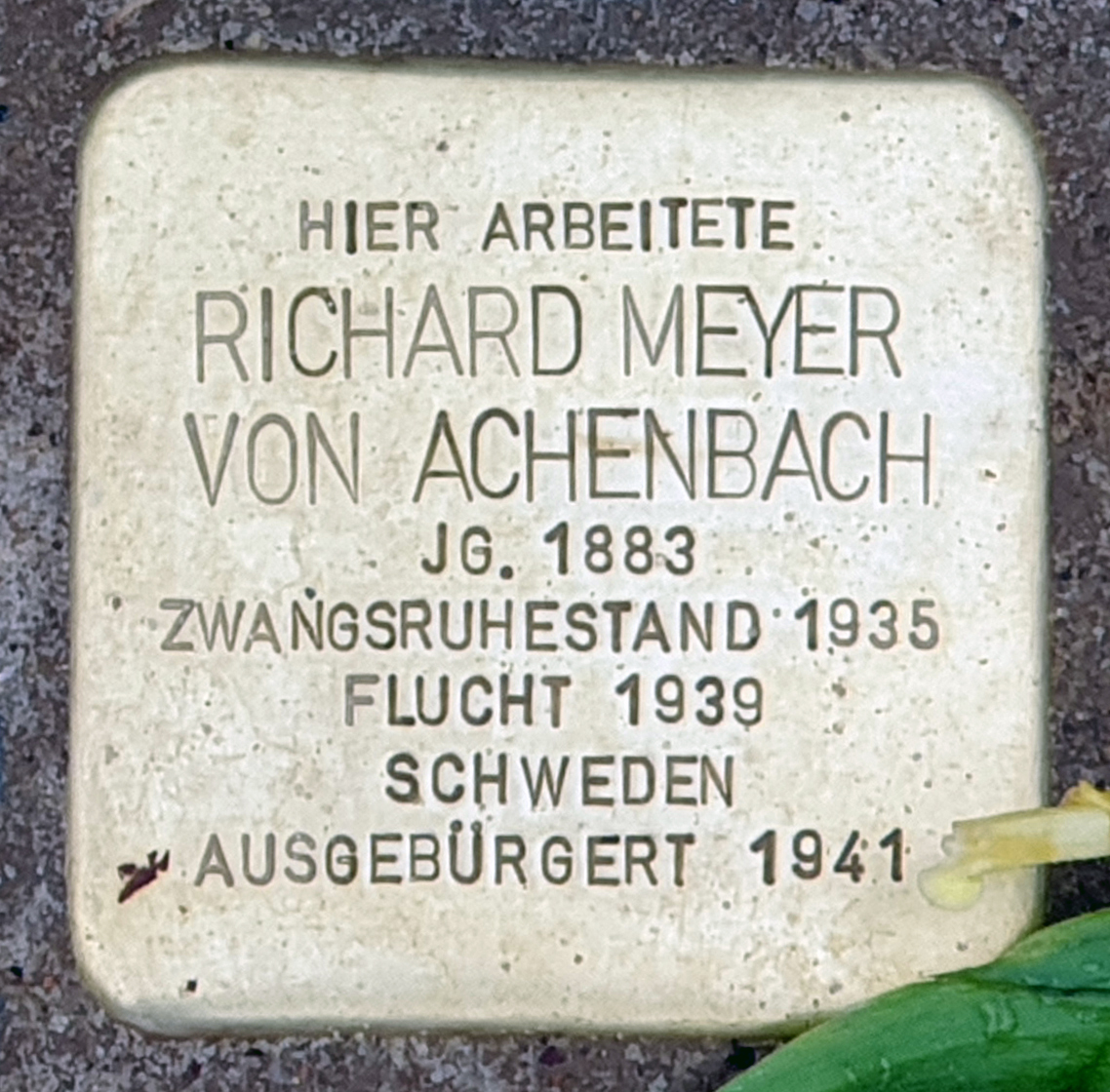
Stolperstein am Haus, Wilhelmstraße 92, in Berlin-Mitte

Seinen Posten als Leiter der Ostabteilung konnte Meyer als Kriegsversehrter des „Großen Krieges“ trotz seiner jüdischen Abstammung auch nach dem Regierungsantritt der Nationalsozialisten 1933 und den folgenden antijüdischen Gesetzen und Verwaltungsregelungen noch gut zwei Jahre behalten. Im Dezember 1935 wurde er gemäß § 3 des Reichsbürgergesetzes und § 4 der 1. Verordnung zum Reichsbürgergesetz vom 14. November 1935 in den Ruhestand versetzt.
Im August 1939 emigrierte er mit seiner Familie nach Schweden. Im November 1941 wurde in Deutschland gemäß der 11. Verordnung zum Reichsbürgergesetz ausgebürgert.

## Nachkriegszeit und Denkschrift zur Ostpolitik
Im März 1952 erhielt er die Amtsbezeichnung Botschafter a. D. gemäß dem Gesetz zur Regelung der Wiedergutmachung nationalsozialistischen Unrechts für Angehörige des öffentlichen Dienstes vom 11. Mai 1951.
In den frühen 1950er Jahren verfasste er im Auftrag des Auswärtigen Amtes in Bonn eine Denkschrift über die Möglichkeiten der deutschen Außenpolitik im Osten, die insbesondere die Frage der zweckmäßigsten Politik gegenüber der Sowjetunion behandelte. Da Meyers Vorschläge – Einnahme einer neutralen Stellung zwischen dem westlichen und dem östlichen Blocksystem, Lavieren zwischen beiden Gruppen, Verfolgen eines eigenständigen Kurses – der Politik des damaligen Kanzlers Adenauer zuwiderlief, die eine unbedingte Anlehnung an den Westen, zumal an die Vereinigten Staaten, anstrebte, verschwand seine als „brisant“ erachtete Denkschrift für einige Jahrzehnte in den Tresoren des Auswärtigen Amtes. Erst in den 1980er Jahren nach dem Ablauf der für Staatsdokumente üblichen Sperrfrist von dreißig Jahren wurde diese in Buchform unter Mitwirkung von Meyers enger Freundin Marion Gräfin Dönhoff der Öffentlichkeit zugänglich gemacht.

## Familie
Im August 1933 heiratete er Marina von Achenbach, eine Tochter von Adolf von Achenbach. Gemeinsam hatten sie zwei Kinder, Alexis-Richard (* 1934) und Carla Marina (* 1936), hatte. Auf Wunsch des Schwiegervaters nahm Meyer den Namen Meyer von Achenbach an.
Seine Schwester Else Meyer (1882–1968) wurde am 7. April 1944 als verwitwete Gräfin Else von Schlitz nach Theresienstadt deportiert, wo sie überlebte. Sein Bruder Alex Meyer war Luftschiffer und Flieger und wurde in Düsseldorf von den Nationalsozialisten als Oberregierungsrat aus dem Staatsdienst entfernt.

## Erinnerung
Am 5. November 2021 wurde vor dem ehemaligen deutschen Außenministerium, Berlin-Mitte, Wilhelmstraße 92, ein Stolperstein für ihn verlegt.

## Werke
- Gedanken über eine konstruktive deutsche Ostpolitik: eine unterdrückte Denkschrift aus dem Jahr 1953. Hrsg. von Julius H. Schoeps. Frankfurt/Main: Athenäum, 1986, ISBN 3-7610-8414-5.